# Eddie Bruhner
Eddie Bruhner, född 23 januari 1942, död 4 februari 2025 i Helsingborg, var en svensk jazzmusiker och programledare i radio. Han spelade främst trumpet men sågs även med tuba i Sveriges Jazzband.
Under 1970- och 1980-talen medverkade han i flera humorprogram i Sveriges Radio, exempelvis i Inbillingsradion och Plattoteket. Han var också under en kort tid under 1982 programledare för Svensktoppen.
Han var också med som gästartist i Oss skojare emellan på tv med Ingvar Oldsberg.